# Tsienzerburen
Tsienzerburen (Fries: Tsienzerbuorren of Tsienserbuorren) is een buurtschap in de gemeente Leeuwarden, in de Nederlandse provincie Friesland. Tsienzerburen ligt tussen de dorpen Rauwerd en Roordahuizum aan weerszijden van de provinciale weg N354, die ter plaatse de naam draagt van de buurtschap. Ten zuiden van de buurtschap loopt de Moezel.
De buurtschap beschikt over een eigen plaatsnaambord. De plaats werd in het verleden vermeld als Zinserburen, Tzjinser Buiren en vanaf de 19e eeuw Tsijnzerburen.

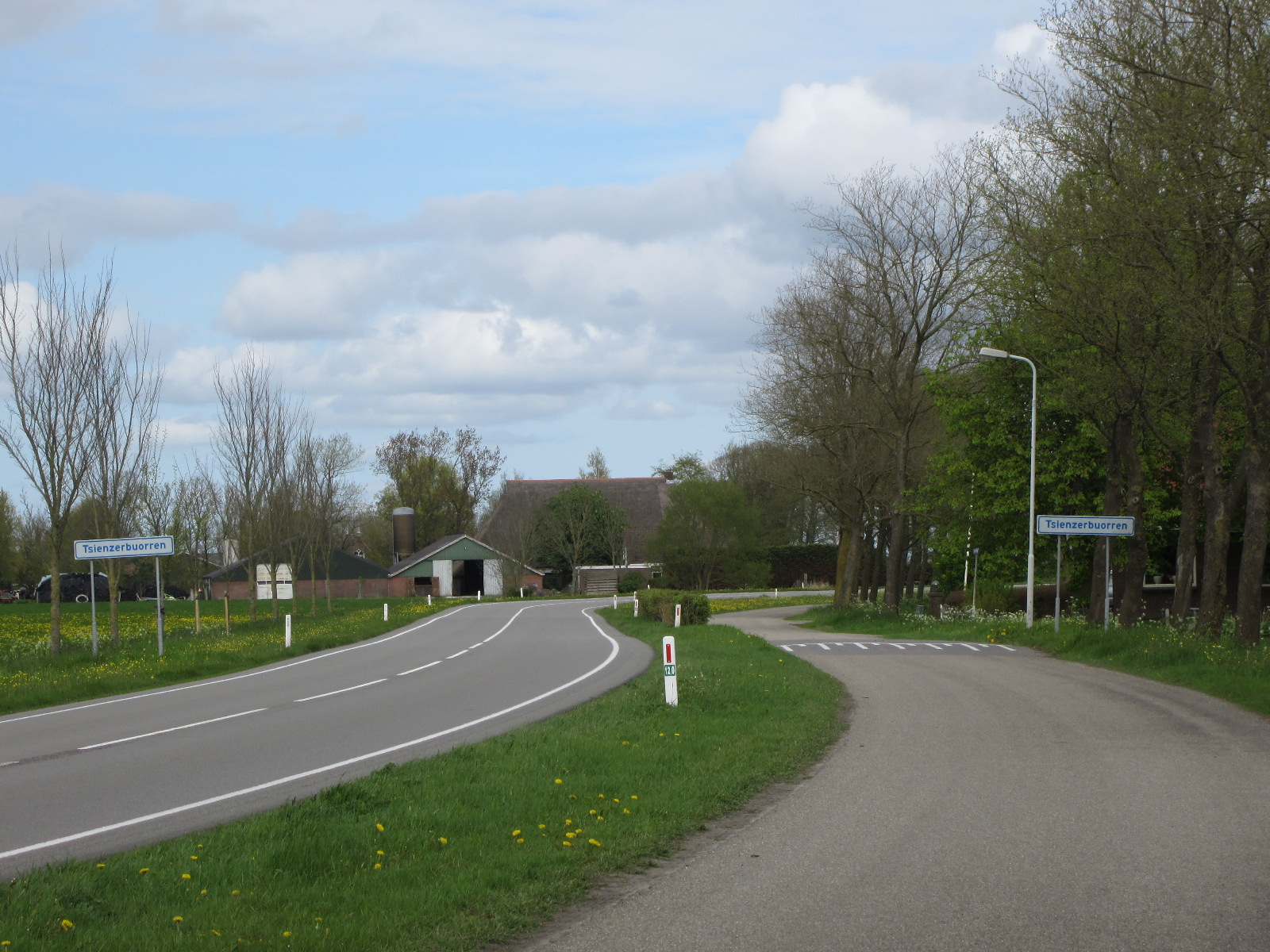
Toegang via N354 (ZW)

Steden, dorpen en gehuchten: Aegum · Baard · Beers · Britsum · Cornjum · Finkum · Friens · Goutum · Grouw · Hempens · Hijlaard · Hijum · Huins · Idaard · Irnsum · Jellum · Jelsum · Jorwerd · Leeuwarden · Lekkum · Lions · Mantgum · Miedum · Oosterlittens · Oude Leije · Roordahuizum · Snakkerburen · Stiens · Swichum · Teerns · Warstiens · Wartena · Warga · Weidum · Wirdum · Wytgaard

Buurtschappen: Abbengawier · Angwier · Baardburen · Bartlehiem (deels) · Barrahuis · De Hem · Domwier · Fons · Groote Bontekoe · Gotum · Hezens · Horne · Hofland · Hoptille · Marwird · Midsburen · Naarderburen · Noordend · Oude Schouw (deels) · Poelhuizen · Rewerd (deels) · Schillaard · Schrins · Tichelwerk · Tjaard · Tjeintgum · Truurd · Tsienzerburen · Vensterburen · Vierhuis · Vrouwbuurtstermolen (deels) · Wammerd · Wiel · Wieuwens · Wilaard · Zuiderburen · Zuiderend

Voormalige buurtschappen: De Drie Romers · Hoek

Friesland: Steden en dorpen      Nederland: Provincies · Gemeenten